# Ada Boni

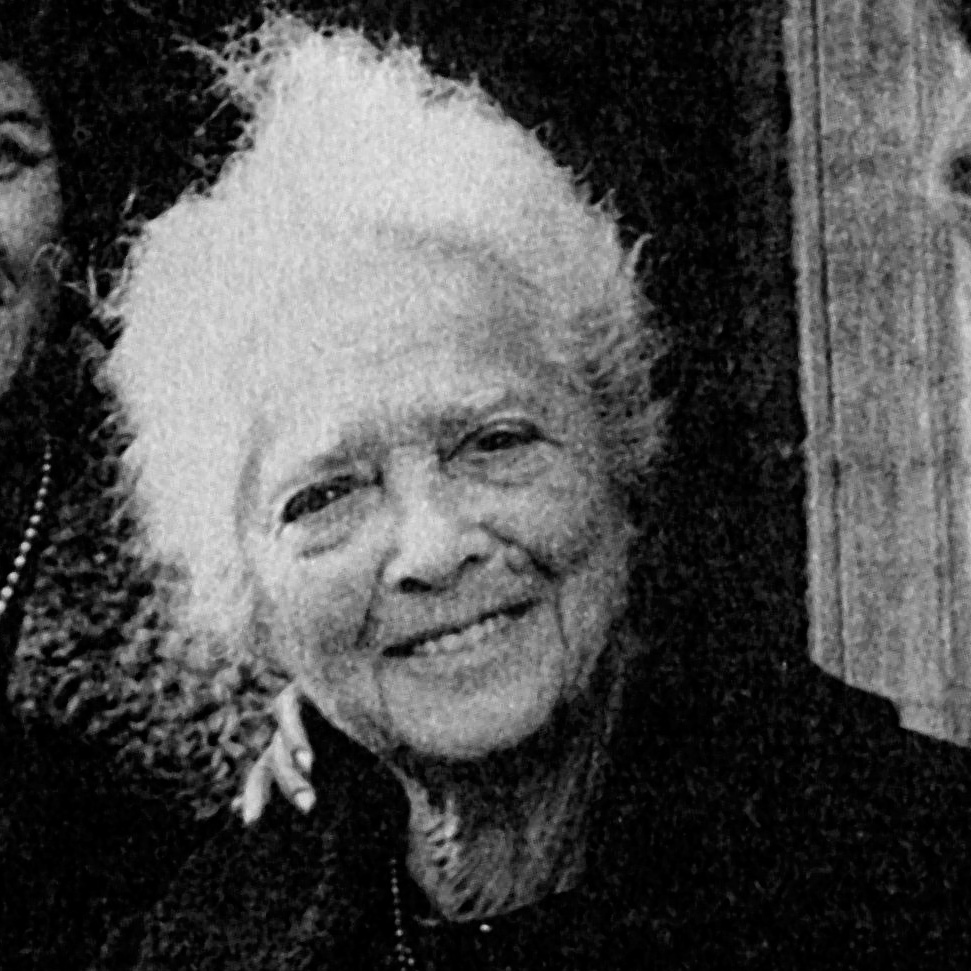
Ada Boni

Ada Boni, geborene Ada Giaquinto (* 1881 in Rom; † 1973 in Rom) war eine italienische Kochbuchautorin. Bekannt wurde sie durch ihr 1927 veröffentlichtes Kochbuch „Il talismano della felicità“ (Der Talisman des Glücks).

## Leben
Boni wurde in eine römische Familie der oberen Mittelklasse hineingeboren und begann mit dem Kochen im Alter von 10 Jahren, da sie Spaß daran hatte. Ihr Onkel väterlicherseits, Adolfo Giaquinto, war Koch und gab eine Kochzeitschrift heraus. Ihr Ehemann, der Musikkritiker Enrico Boni, war ebenfalls ein  Amateurkoch, so dass Ada Boni im Jahr 1915 die Kochzeitschrift Preziosa (erschienen von 1915 bis 1959) gründete. Zudem gab sie Kochunterricht für die feinen Damen Roms.

## Werk
Die erste Ausgabe des 1927 herausgebrachten Kochbuchs Il talismano della felicità (Verlag: Editore Colombo) enthielt 882 Kochrezepte. In späteren Ausgaben stieg diese Zahl auf über 2000 Rezepte (2245 im Jahr 1976) an. Ein Teil seiner Popularität mag auch daher rühren, dass der Titel des Buches („Glücksbringer“) sich auch ideal als Hochzeitsgeschenk eignet. Der Talisman, wie auch das spätere Buch La cucina romana, bewahrt die traditionellen und charakteristischen regionalen und nationalen Gerichte Italiens. Dies war umso wichtiger, als dass die in der ersten Hälfte des 20. Jahrhunderts vom Land in die Stadt ziehende Bevölkerung das Buch als Orientierung für die traditionellen Rezepte nutzte, die sie von ihren Müttern und Großmüttern her kannte.
Wie das Werk von Isabella Beeton hat Ada Bonis Buch den Status einer kulinarischen Bibel erreicht. Als erstes italienisches Kochbuch richtete sich das Werk an Hausfrauen der gehobenen Mittelschicht. Zusammen mit dem Buch von Pellegrino Artusi und Editoriale Domus' Il cucchiaio d’argento gehört es zu den bedeutendsten Kochbüchern Italiens. Die Standardausgabe vom Talisman umfasst 1054 Seiten und wurde zuletzt 1999 neu verlegt. Es existiert auch eine gekürzte Variante unter dem Namen Il piccolo Talismano vom selben Verlag.
Der Einfluss des Werks erstreckt sich, neben Italien, vor allem auf die USA, da es 1950 in einer stark gekürzten Übersetzung als The Talisman Italian Cookbook: Italy's Bestselling Cookbook Adapted for American Kitchens (Crown/Random House, 1950) herausgebracht wurde. Die Übersetzerin Matilde La Rosa fügte einige bei ihren eigenen Freunden beliebte italienische Rezepte „amerikanischen Stils“ hinzu. Eine deutsche Ausgabe erschien unter La cucina italiana. Das große Buch der italienischen Küche 1993 (erstmals 1987) in Zusammenarbeit mit der Accademia Italiana della Cucina.
La cucina romana, welches vom Oxford Companion to Italian Food von Gillian Riley als Bonis bestes Kochbuch bezeichnet wird, ist eine Sammlung traditioneller römischer Gerichte. Es erschien in einer Edition zur regionalen Küche Italiens und enthält Rezepte damals typischer römischer Gerichte, die bereits zu dieser Zeit teilweise als altmodisch galten.